# Anexo Santa Rita
Anexo Santa Rita är en ort i Mexiko.   Den ligger i kommunen Altamirano och delstaten Chiapas, i den sydöstra delen av landet, 900 km öster om huvudstaden Mexico City. Anexo Santa Rita ligger 1 231 meter över havet och antalet invånare är 133.
Terrängen runt Anexo Santa Rita är varierad, och sluttar norrut. Runt Anexo Santa Rita är det ganska glesbefolkat, med 30 invånare per kvadratkilometer. Närmaste större samhälle är San Marcos, 8,8 km norr om Anexo Santa Rita. I omgivningarna runt Anexo Santa Rita växer i huvudsak städsegrön lövskog.